# عبدالله‌وادامای
عبدالله‌وادامای (به انگلیسی: Abdulwadamai) در پاکستان است که در مناطق قبیله‌ای فدرال واقع شده‌است.